# حنش سيناء
حنش سيناء (الاسم العلمي: Coluber sinai) (بالإنجليزية: Sinai racer)‏ هو نوع من الزواحف يتبع جنس الحنش من فصيلة الأحناش.